# Rotem (Dilsen-Stokkem)
Rotem (Limburgs: Roeëtem) is een dorp binnen de Belgisch-Limburgse fusiegemeente Dilsen-Stokkem, het was een zelfstandige gemeente tot aan de gemeentelijke herindeling van 1971.

## Etymologie
De plaatsnaam 'Rotem' heeft een Frankische oorsprong. Het is opgebouwd uit twee bestanddelen: 'rode' (een gerooid bos) en 'heim' (woonplaats). Tot 1946 schreef men Rothem.

## Landschap
De deelgemeente Rotem telt drie woonkernen: 'Oud-Rotem' (de Schiervellaan), 'de Haagstraat' en 'het Reselt'. Fysisch gezien is het een deels Maaslandse, deels Kempense deelgemeente. Ten slotte ligt het oostelijke gedeelte in de riviervlakte van de Maas, en klimt het westelijke gedeelte 40 m naar het Kempens Plateau.
In de Maasvallei liggen talrijke oude Maasarmen. In Rotem zijn de Kogbeek en de vijver van het kasteel Ommerstein overblijfselen hiervan. Van de jaren 1950 tot de jaren 1990 is de alluviale zone grotendeels afgegraven in het kader van grindwinning. Zo ontstonden twee Maasplassen 'aan de Meerheuvel' (westen) en 'in de Bichterweerd' (oosten). Na de ontginning zijn ze ingericht als natuurgebied.
Boven op de steilrand van het Kempens Plateau liggen de natuurgebieden 'de Schootsheide' (noorden) en 'het Driebankenbos' (zuiden). Hier vindt men uitgestrekte naaldbossen. Beide zones zijn opgenomen in het Nationaal Park Hoge Kempen.

## Geschiedenis
In de Romeinse tijd komt bij Rotem de heirbaan Maastricht-Nijmegen voorbij. Tegenwoordig loopt hierover de 'Hoogbaan'. Oud-Rotem wordt gesticht na 500. Het ligt op de oevers van een voormalige rivierarm van de Maas ('Kogbeek'). Na 1820 zal het dorpscentrum zich landinwaarts verplaatsen, in de richting van de Rijksweg en de Hoogbaan.
Omstreeks 800 maakt Rotem waarschijnlijk deel uit van het zgn. 'domein Kessenich-Eik'. Ten slotte is Rotem in 1202 – haar eerste schriftelijke vermelding – een parochie van Aldeneik. Rotem is tegen 1202 reeds in handen gekomen van de graaf van Loon. De graaf richt er een hooggerechtshof op: de correctionele schepenbank van Valderen/Vonderen.
Gedurende het ancien régime is Rotem een zelfstandige heerlijkheid. De plaatselijke landsheer verblijft in het kasteel Ommerstein. Op Oranjes eerste invasie wordt het dorp geplunderd door de troepen van Willem van Oranje. In 1660 wordt het bovendien getroffen door een zware overstroming. Rotem is een Belgische gemeente geworden wanneer hieraan het gebied 'de Bichterweerd' toegevoegd wordt (24 Artikelen, 1839). De gemeente fuseert in 1970.
Belangrijk voor de ontwikkeling van Rotem zijn de aanleg van de Zuid-Willemsvaart (1826) en de spoorlijn Hasselt-Maaseik (1874). In het station Elen kon men op de trein stappen. Langs de spoorlijn wordt ook de Zinkfabriek van Rotem opgericht (1911). De industriële activiteit is stilgelegd in 1966. De installaties zijn gesloopt in 2006.
In 1420 staat er reeds een windmolen in Rotem, op de hoek van de Hoogbaan en de Molenweg. In 1632 wordt ze herbouwd als standerdmolen. Ondanks een bescherming van 1945 is de windmolen gesloopt in de jaren 1960 en 1970.

### September 1944
Op 5 september verzamelde het Geheim Leger zijn manschappen in de bossen van Rotem. Het gure en natte weer deed het overgrote deel van de 1.500 man die opdaagden weer afdruipen. Het Duitse leger omsingelde op 10 september ongeveer 200 weerstanders. Sommigen verscholen zich in het bos terwijl anderen op de vlucht sloegen. Een veertigtal doden vielen er toen groepjes werden opgepakt en her en der neergeschoten. Ook onder de burgerbevolking vielen er slachtoffers als zij verzetsstrijders hadden geherbergd. De Kapel van de Weerstand (zie afbeeldingengalerij) houdt de herinnering aan die dagen levendig.

## Demografische ontwikkeling
- Bronnen:NIS, Opm:1831 tot en met 1961=volkstellingen

## Bezienswaardigheden

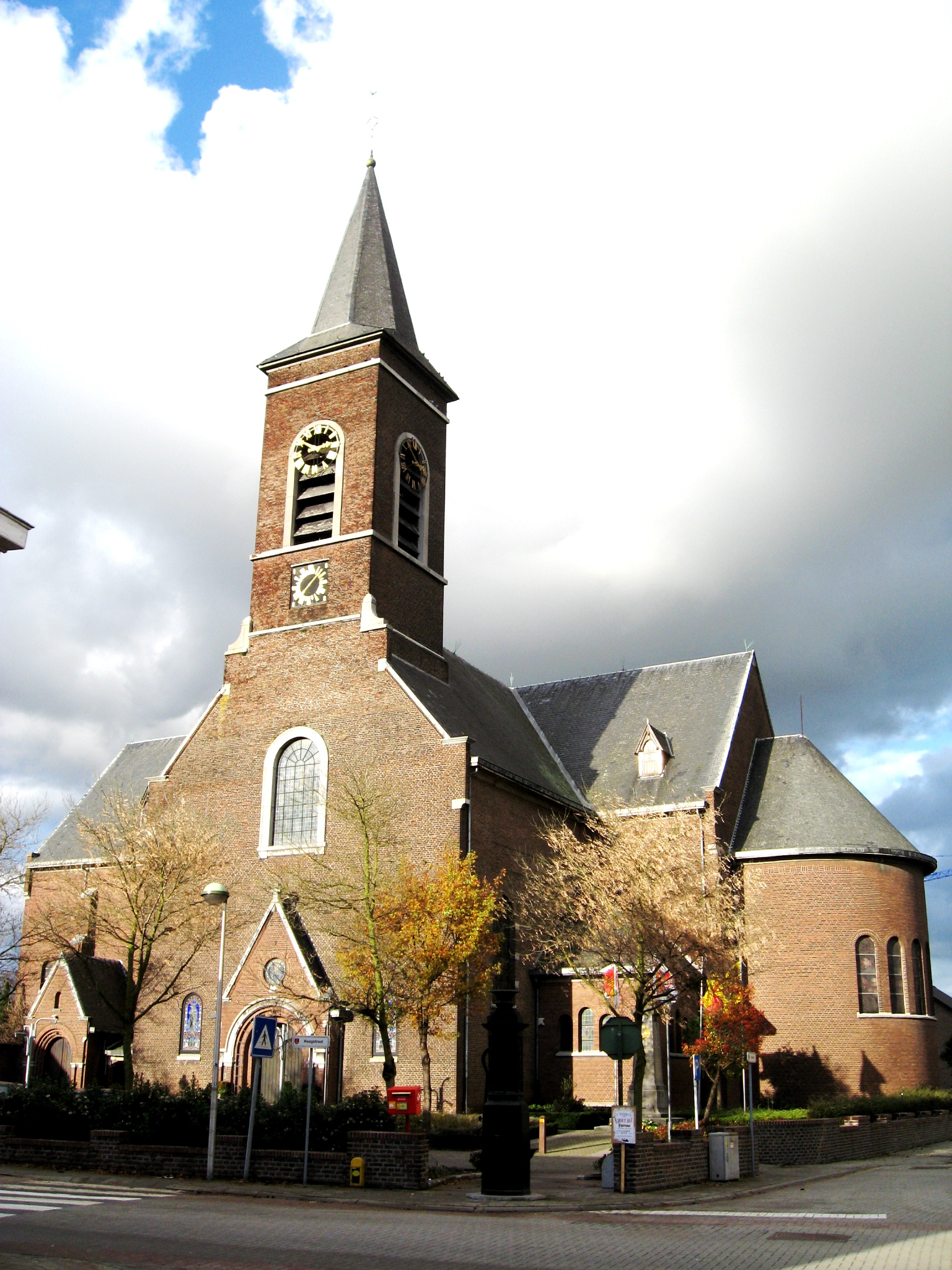
De St.-Monulphus-en-Gondulphuskerk

- Het kasteel Ommerstein heeft een classicistische middenbouw uit de 18e eeuw, die naderhand vergroot is. De toren is het oudste gedeelte. In het park groeit de dikste libanonceder van België[3]
- De huidige kerk werd als Waterstaatskerk gebouwd van 1834-1836 in neoclassicistische stijl. De kerk werd van 1937-1939 ingrijpend vergroot onder architectuur van Gust Daniëls. Het nieuwe schip, voorzien van steunberen, werd dwars op het oude gebouwd, dat daardoor de functie van transept kreeg. Het koor en de toren van de Waterstaatskerk bleven bewaard, al doet dit koor niet meer als zodanig dienst.
- Enkele kapelletjes en wegkruisen
- De Zinkfabriek (Rotem) is grotendeels afgebroken. Op de terreinen hebben zich inmiddels nieuwe fabrieken gevestigd. De twee schoorstenen die van kilometers ver zichtbaar waren, zijn ook verdwenen
- Het Bergerven, een natuurgebied en onderdeel van het Nationaal Park Hoge Kempen

## Bekende personen uit Roten
- André Rutten (1923-1999), politicus (CVP)
- Caro Houbreghts (1996), sportjournaliste en presentatrice

## Galerij

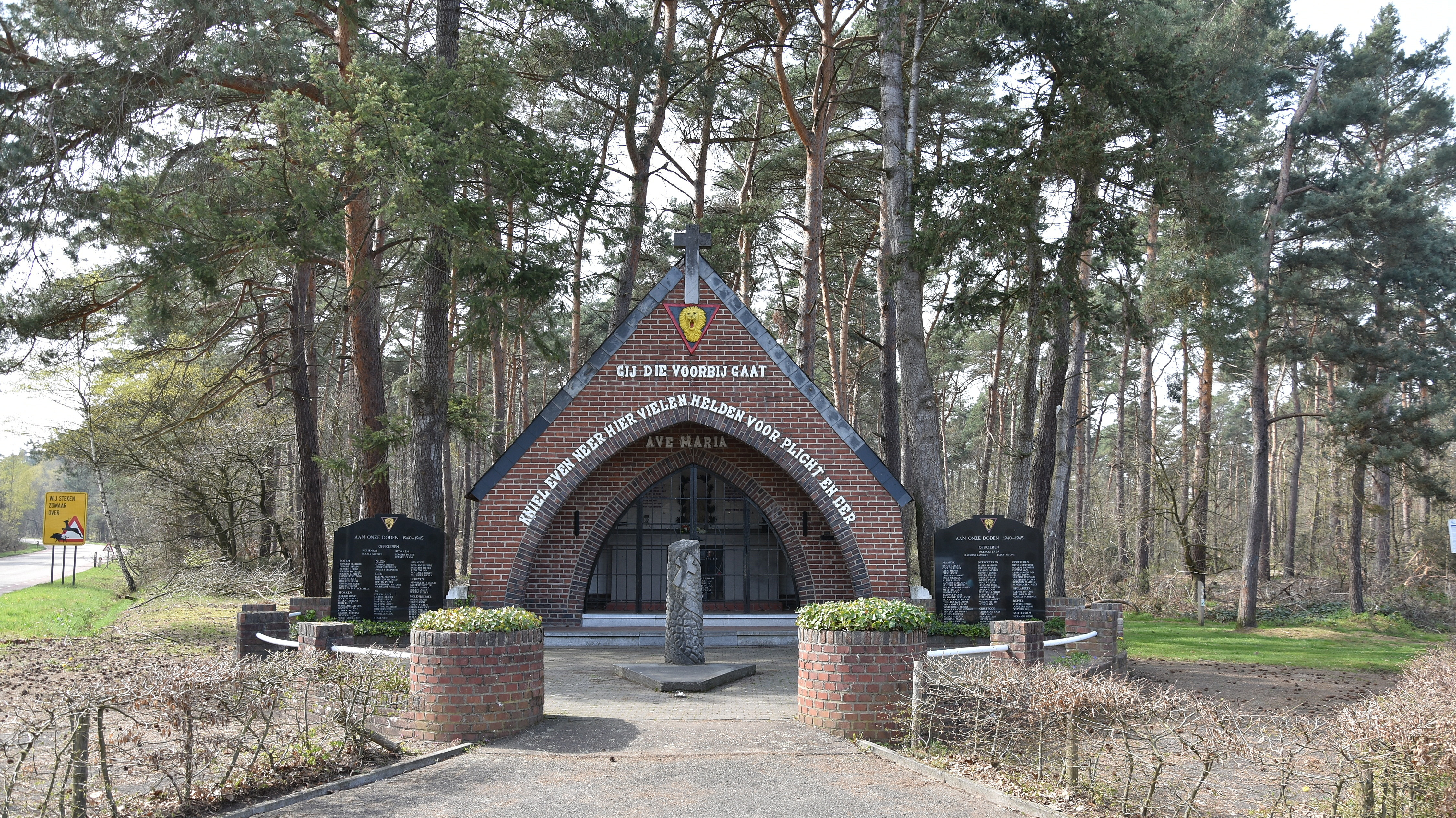
De kapel van de Weerstand
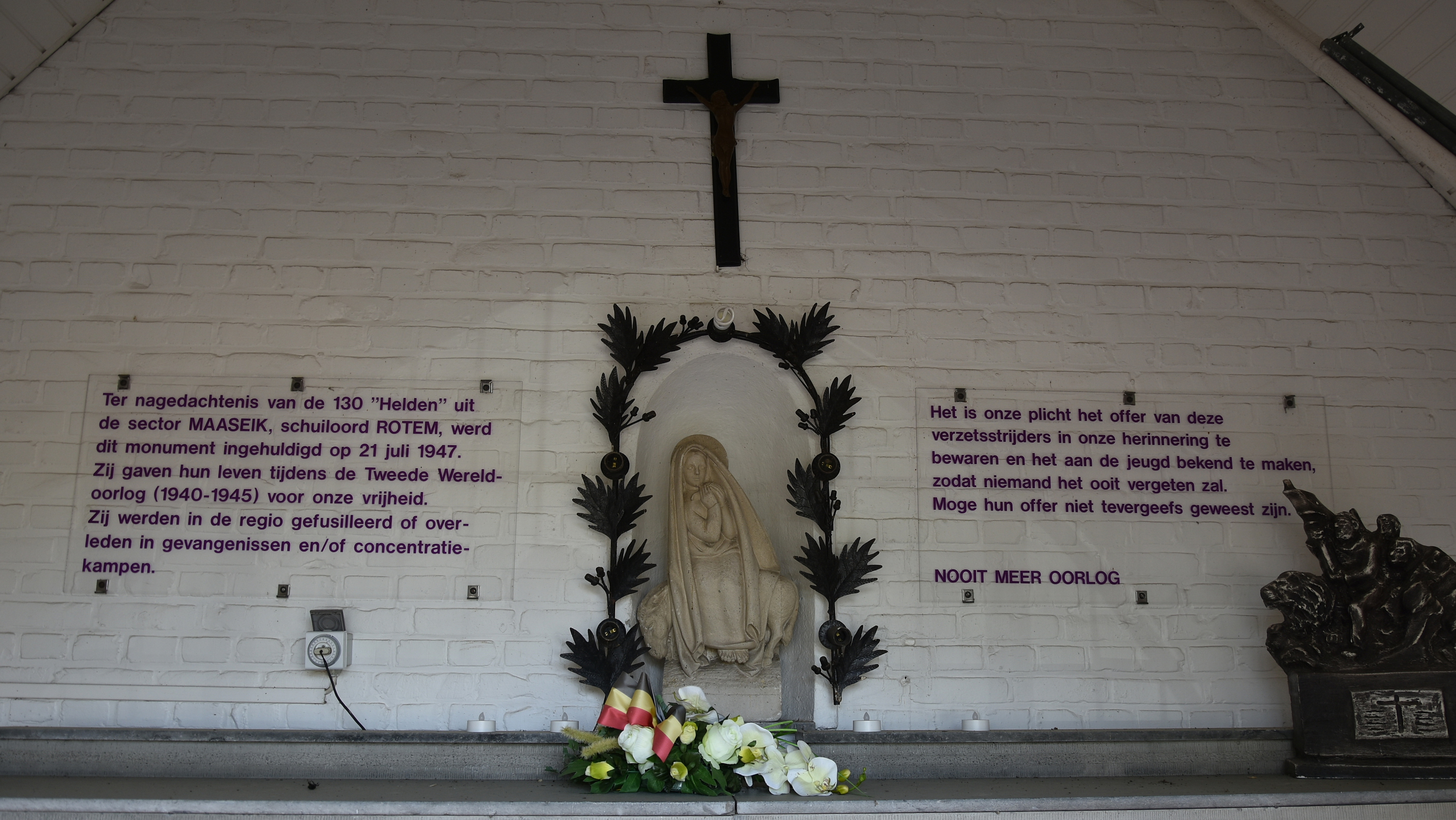
Interieur van de kapel van de Weerstand
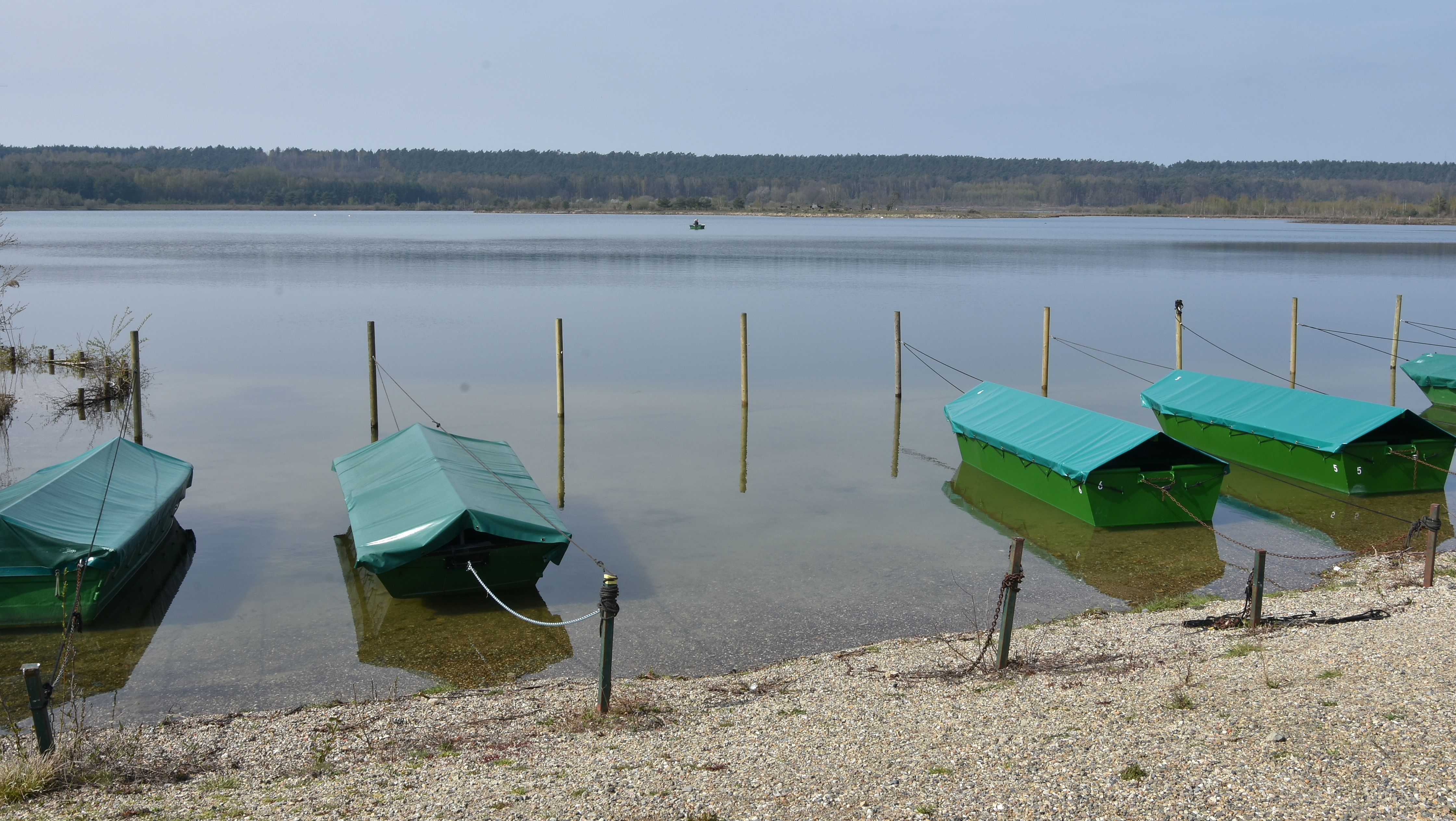
Het Bergerven
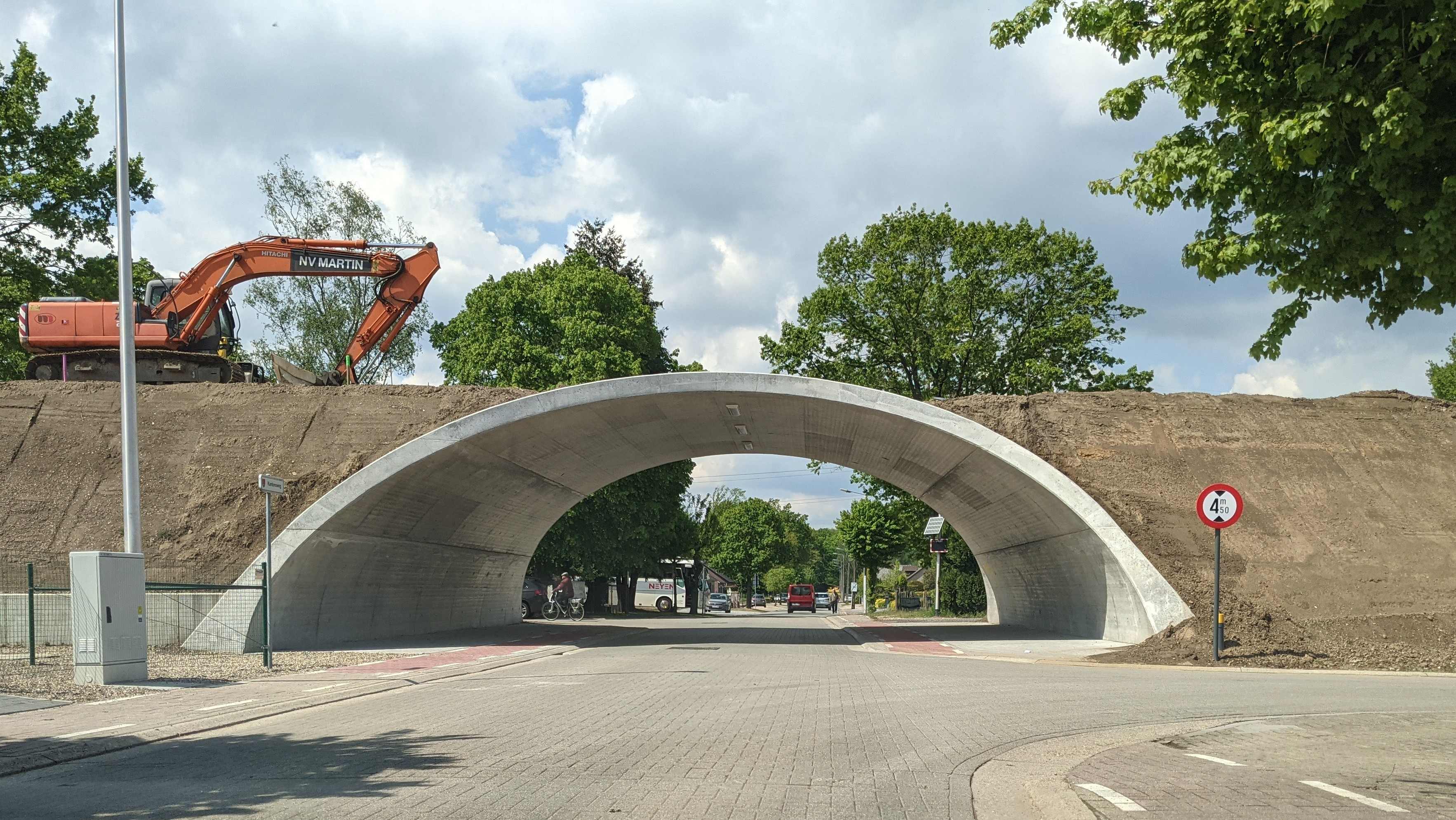
Aanleg fietsbrug (mei 2021) op de Kantonsweg op de voormalige spoorlijn As-Maaseik

## Nabijgelegen kernen
| Neeroeteren |  |  |  | Elen        |
|             |  |  |  |             |
|             |  |  |  |             |
|             |  |  |  |             |
| Dilsen      |  |  |  | Grevenbicht |